# 청각과
청각과(Codiaceae)는 갈파래강 깃털말목에 속하는 녹조류과의 하나이다. 현존하는 종은 청각(Codium fragile)을 포함하여 2속 146종으로 이루어져 있다.

## 하위 속
- 청각속 (Codium) Stackhouse, 1797 - 144종
- 에스페라속 (Espera) - 우도테아과로 분류
- Geppella Børgesen, 1940 - 2종
- Halicystis - 엉킨실과로 분류
- Tydemania - 엉킨실과로 분류